# 僕らには翼がある〜大空へ〜
「僕らには翼がある〜大空へ〜」（ぼくらにはつばさがある おおぞらへ）は、フジテレビ系『クイズ!ヘキサゴンII』発のユニット・ヘキサゴンオールスターズとツバサの両A面シングル。2010年7月14日にポニーキャニオンより発売された。
フジテレビ系『FNS27時間テレビ24 FNSの日 26時間テレビ 2010超笑顔パレード絆 〜爆笑!お台場合宿!!!〜』（2010年7月24日 - 25日放送）のテーマソング。
また、アグネス・チャンが2010年11月3日発売のシングル「あの丘へ」のカップリング曲として発表している。

## 解説
『クイズ!ヘキサゴンII』発19枚目のシングルで、「羞恥心やPaboをはじめとした音楽ユニットを多数贈り出してきた『クイズ!ヘキサゴンII』の集大成ともいえる楽曲」と告知された。ユニット単体でのアルバム発売、番組終了後も活動継続など独自の活動路線を得たサーターアンダギーを除けば、最後の同番組発シングルである。
『ヘキサゴンII』の総合司会である島田紳助が2010年度の『FNSの日』総合司会を担当、番組出演者ヘキサゴンファミリーが総出で参加することになり、そのテーマソングとして発表された楽曲。2009年7月発売の「泣いてもいいですか」に続き、2年連続での『FNSの日』テーマソングとなる。
『ヘキサゴンII』出演者・ヘキサゴンオールスターズが歌っているバージョンと、同番組出演者から選ばれたつるの剛士、里田まい、misono、RYOEIの4人によるユニット・ツバサが歌っているバージョンの2曲が収録されている。「泣いてもいいですか」は少人数のユニット・フレンズのバージョンの方がCD収録1曲目であったが、本作はヘキサゴンオールスターズバージョンの方が収録1曲目である。ツバサが発表したシングルはこの1枚のみ。
前2009年の『26時間テレビ 2009』でフレンズと羞恥心が務めた「全国縦断弾丸イベント」をサーターアンダギーが担当。イベント各地での参加者による合唱が集められ、「僕らには翼がある〜大空へ〜 <26時間バージョン>」（ヘキサゴンオールスターズ with オーディエンス）としてアルバム『WE LOVE ヘキサゴン 2010』に収録された。

## ヘキサゴンオールスターズ
“ヘキサゴンオールスターズ”という呼称が楽曲のアーティスト名として使われるのは「泣いてもいいですか」に続き2度目。メンバーは多少の入れ替わりがある。
全34名が参加。大所帯ユニットあることから、音楽サイト等では「AKB48に対抗した“HEX34”」と発表された。実際のCD等でこの呼称は使われておらず、紳助ほか参加者が口にしたこともない。

### 参加メンバー
- 総合司会：島田紳助
- 男性（歌手・俳優･タレント）：上地雄輔、クリス松村、崎本大海、つるの剛士、まいける、松岡卓弥、元木大介、森公平（新選組リアン）、RYOEI、山田親太朗
- 女性タレント：大沢あかね、神戸蘭子、木下優樹菜、里田まい（カントリー娘。）、スザンヌ、辻希美、はなか、misono、南明奈、矢口真里
- 男性（お笑い芸人）：田中卓志・山根良顕（アンガールズ）、小島よしお、品川祐・庄司智春（品川庄司）、波田陽区、原西孝幸・藤本敏史（FUJIWARA）、岡田圭右（ますだおかだ）、ラサール石井、渡辺正行
- フジテレビアナウンサー：牧原俊幸、中村仁美（いずれも当時）

「泣いてもいいですか」レコーディング（2009年5月）以降から『ヘキサゴンII』に関わるようになった辻、RYOEI（前作のミュージックビデオには出演している）、まいける&はなか、松岡、森が初参加。旧来のヘキサゴンファミリーであったが、スケジュールの都合で前作に不参加であった石井、渡辺も本作で初参加となる。
前作参加者のうち金剛地武志、ダンディ坂野、さとう里香は本作発売時には番組に関わらなくなっており不参加。前年から一時芸能活動休業状態であった羞恥心の野久保直樹は、活動復帰後の番組出演はなく不参加である。

## 収録曲

### CD
すべて作詞：カシアス島田、作曲：Voice of Mind、編曲：斉藤文護・岩室晶子
1. 僕らには翼がある〜大空へ〜 <合唱>  / ヘキサゴンオールスターズ
2. 僕らには翼がある〜大空へ〜 / ツバサ
3. 僕らには翼がある〜大空へ〜<合唱> （カラオケ）
4. 僕らには翼がある〜大空へ〜（ツバサバージョン カラオケ）

### DVD
1. 「僕らには翼がある〜大空へ〜<合唱>」ミュージックビデオ
2. スペシャルアニメ「ヘキサゴンファミリー!大空の旅!」

### 参加ミュージャン
- ベース・プログラミング：斎藤文護
- ピアノ・プログラミング：岩室晶子
- ギター：越谷浩成
- ストリングス：RUSH by 加藤高志 (M-1)
- ヴァイオリン：加藤高志、加藤亜紀子 (M-2)
- ヴィオラ：秋山俊行 (M-2)
- チェロ：丸山泰雄 (M-2)
- コーラス：アフロ Groovin'、Chii (Voice of Mind)

### 初回生産封入特典
- トレーディングカード1枚（全12種）
- 「僕らには翼がある〜大空へ〜」合唱用譜面
- 「僕らには翼がある〜また会おう〜」 着うたプレゼント用アクセス･シート

## アグネス・チャン「僕らには翼がある〜大空へ〜」
2010年6月12日に行われた『FNSの日 26時間テレビ 2010』の制作発表会見の中で、紳助は本曲について「アグネス・チャンに作詞を頼まれて作っていたら良い曲になってきて、これは26時間テレビ（用）だと思った」と明かした。その発表を見たアグネスは「平和で優しく、『無償の愛』を持つアグネスをモチーフにした曲」であることを自身のブログで「嬉しい」「いつか歌ってみたい」と述べた。
その後に日本テレビ『行列のできる法律相談所』内で、紳助はアグネスに別の歌詞の楽曲「あの丘で」（作曲：高原兄）を提供したことを発表
、そのカップリング曲に「僕らには翼がある〜大空へ〜」（編曲は竜崎孝路）が収録された。あくまでもカップリング曲であり、両A面シングルという扱いはしていない。また、カバー作ともしていない。